# 钟公庙街道
锺公庙街道，是中华人民共和国浙江省宁波市鄞州区下辖的一个乡镇级行政单位。因钟公庙而得名:265。

## 历史
唐朝时属鄮县，宋、元、明、清时称万龄手界乡赤城里，民国时称首南乡、嘉庆乡，1950年5月设立首南乡、新南乡，属姜山区，1956年6月两乡并为铜盆乡，1958年10月改为燎原（姜山）人民公社钟公庙管理区，1961年6月改为钟公庙公社，属姜山区，1969年5月更名为东方红公社，1981年10月复名钟公庙公社，1983年6月改为钟公庙乡，1992年5月钟公庙乡、陈婆渡乡合并为钟公庙镇，2003年5月撤镇设立钟公庙街道，划入原下应镇顾家、林家、六村、里段、外段、大河沿6个村（所在区域建宁波高教园区，村民和村委会迁入东裕新村，属东裕社区），2008年3月划出傅家、桃江、三里、石家、干墩、前周、鲍家耷、三桥、陈婆渡、萧皋碶、茶亭庵、李花桥、石路头、鲍家、高塘桥15个村和南裕、陈婆渡2个社区建立首南街道，划出宋诏桥、黄泥桥2个村及宋诏桥、飞虹、汪董、彩虹、凤凰、桑菊、东湖、剑桥、兴裕9个杜区建立中河街道:39、42、265:10，2015年6月辖区范围调整为东至中河街道、首南街道边界，南至鄞州大道，西至奉化江，北至原鄞州区与江东区边界。

## 行政区划
锺公庙街道下辖以下地区：
长丰社区、钟公庙社区、金家漕社区、繁裕社区、后庙社区、都市森林社区、凌江社区、钟裕社区、钟公庙村、新林村、铜盆浦村和铜盆闸村。